# Équation de dualité des distances d'Etherington
La relation de dualité des distances d'Etherington est la relation entre la distance de luminosité des chandelles standard et la distance de diamètre angulaire. L'équation est la suivante: {\displaystyle d_{L}=(1+z)^{2}d_{A}}, où {\displaystyle d_{L}} est la distance de luminosité et {\displaystyle d_{A}} la distance de diamètre angulaire.

## Historique et dérivations
Quand Ivor Etherington a introduit cette équation en 1933, il mentionna que cette équation était proposée par Richard Tolman pour tester un modèle cosmologique. Georg Ellis proposa une preuve de cette équation dans le contexte de la géométrie riemannienne,. Une citation d'Ellis : "The core of the reciprocity theorem is the fact that many geometric properties are invariant when the roles of the source and observer in astronomical observations are transposed". Cette phrase est fondamentale dans la dérivation du théorème. Le théorème de réciprocité d'Etherington a été dérivé récemment pour un univers statique bien qu'il s'agisse plutôt d'un exercice pédagogique.

## Validation à partir d'observations astronomiques
La relation de dualité des distances d'Etherington a été validée à partir d'observations astronomiques basées sur la brillance de surface des rayons X et l'Effet Sunyaev-Zel'dovich de cluster de galaxies,. Le théorème de réciprocité des distances est considéré juste quand le nombre de photons est conservé, la gravité est décrite par une théorie métrique avec les photons voyageant le long de géodésiques uniques nulles. Une quelconque violation de la dualité des distances serait attribuée à de la physique exotique.